# Martin Callanan
Pour les articles homonymes, voir Callanan.
Martin John Callanan (né le 8 août 1961) est un homme politique britannique, membre du Parti conservateur.
Il a été Député européen (MPE) pour la Circonscription d'Angleterre du Nord-Est de 1999 à 2014 et Président du groupe Conservateurs et réformistes européens de 2011 à 2014. Il est battu aux Élections européennes de 2014 au Royaume-Uni, devenant ainsi le premier président d’un groupe parlementaire européen à perdre son siège.
En 2014, il est nommé pair à vie à la Chambre des lords.
À la suite des élections générales de 2017, Lord Callanan est nommé ministre du gouvernement et sous-secrétaire parlementaire au ministère des Transports. En octobre de la même année, il est ensuite nommé ministre d'État au Département de la sortie de l'Union européenne du 27 octobre 2017 au 31 janvier 2020. Il est ensuite Sous-secrétaire d'État parlementaire au Changement climatique et à la Responsabilité des entreprises du 14 février 2020 au 7 février 2023 puis Sous-secrétaire d'État parlementaire à l'Efficacité énergétique et à la Finance verte du 7 février 2023 au 5 juillet 2024.

## Jeunesse
Il est né le 8 août 1961 à Gateshead. En 1985 il obtient un baccalauréat ès sciences en génie électrique et électronique de l’école polytechnique de Newcastle.

## Carrière politique

### Conseiller local
Callanan est conseiller conservateur auprès du conseil du comté de Tyne and Wear entre 1983 et 1986 (lorsque le conseil est aboli) et du conseil de l'arrondissement métropolitain de Gateshead entre 1987 et 1996, pour le quartier de Low Fell. Il travaille comme ingénieur de projet dans les brasseries Scottish and Newcastle de 1986 à 1998, date à laquelle il est élu au Parlement européen.
Il se présente sans succès comme candidat parlementaire à Washington (aux élections de 1987), à Gateshead East (aux élections de 1992) et à Tynemouth (aux élections de 1997).

### Membre du Parlement européen
Il est Député européen pour la circonscription électorale du Nord-Est de l'Angleterre en 1999, réélu en 2004 et 2009. En décembre 2011, il devient le chef du groupe des conservateurs et des réformistes européens au Parlement.
Il est membre de l'Assemblée parlementaire paritaire ACP-UE et de la commission de l'environnement, de la santé publique et de la sécurité alimentaire (ENVI) du Parlement européen. Callanan est un contributeur régulier à ConservativeHome, en rédigeant un rapport mensuel.
Il est battu aux élections au Parlement européen de 2014, devenant ainsi le premier président en exercice d'un groupe parlementaire européen à perdre son siège.

### Pair et ministre
Callanan est créé pair à vie le 24 septembre 2014 sous le titre de baron Callanan, de Low Fell dans le comté de Tyne and Wear.
À la suite des élections générales de 2017, Lord Callanan est nommé ministre du gouvernement et sous-secrétaire parlementaire au ministère des Transports. Dans ce poste, il présente le projet de loi sur l'industrie spatiale.
En octobre 2017, il est nommé ministre d'État au Département pour la sortie de l'Union européenne. Le mois suivant, il est obligé de s'excuser pour avoir déclaré de manière erronée devant les Lords que la Cour suprême avait statué que l'article 50 du traité sur l'Union européenne était irréversible. Il est ensuite Sous-secrétaire d'État parlementaire au Changement climatique et à la Responsabilité des entreprises du 14 février 2020 au 7 février 2023 puis Sous-secrétaire d'État parlementaire à l'Efficacité énergétique et à la Finance verte à partir du 7 février 2023.
En juin 2025, Lord Callanan, ministre des Affaires étrangères du cabinet fantôme à la Chambre des Lords, dépose une motion s'opposant à la ratification du traité, de restitution de l'archipel des chagos, à l'île Maurice, archipel situé dans le territoire britannique de l'océan indien.